# Lúcio Márcio Censorino (cônsul em 39 a.C.)
Lúcio Márcio Censorino (em latim: Lucius Marcius Censorinus) foi um político da gente Márcia da República Romana eleito cônsul em 39 a.C. com Caio Calvísio Sabino. Os dois foram os os únicos senadores  que tentaram defender Júlio César quando ele assassinado nos "idos de março" de 44 a.C. e a eleição ao consulado foi um reconhecimento pela lealdade.
Márcio foi também procônsul da Macedônia e da Acaia entre 42 e 40 a.C.. Ele e Fábio Máximo foram os últimos procônsules homenageados no exterior com o título de "salvador e fundador" e com um festival em seu nome até a fundação da monarquia imperial sob Augusto. Depois das guerras civis romanas da década de 40 — Guerra Civil de César, Campanha de Mutina, Campanha de Perúsia, Guerra Civil dos Liberatores — Censorino tomou para si a adorada casa de Cícero no monte Palatino.

## Família

Movimentação dos principais generais romanos na Itália nos meses seguintes ao assassinato de César, culminando na Batalha de Mutina. Censorino era um dos aliados de Marco Antônio.

Os Márcios Censorinos eram um ramo familiar da gente plebeia Márcia, mas Ronald Syme lembra que seu "prestígio ancestral devia pouco em precedência ao patriciado". Eles foram aliados de Caio Mário e membros consistentes da facção dos populares durante todos os conflitos nas décadas de 80 a.C. e 40-30 a.C.. O pai de Lúcio, homônimo, foi um dos inimigos de Sula em 88 a.C.. Uma filha de Censorino (ou, possivelmente, sua irmã) casou-se com Lúcio Semprônio Atratino, cônsul sufecto em 34 a.C.. Seu filho, Caio Márcio Censorino foi cônsul em 8 a.C..

## Carreira política e militar
Censorino foi pretor em 43 a.C., evidente um pretor urbano, antes de partir para lutar na Guerra de Mutina apoiando Marco Antônio segundo Cícero. Assim como outros que se juntaram a Antônio, foi declarado inimigo público pelo Senado Romano.
Depois da Batalha de Filipos, em 42 a.C., Antônio deixou Censorino encarregado da Macedônia e da Acaia, onde permaneceu como procônsul até passar o posto para Caio Asínio Polião no final de 40 a.C..
Censorino celebrou um triunfo por suas vitórias na Macedônia no primeiro dia de seu mandato como cônsul em 39 a.C.. Já foi proposto que este triunfo teria sido realizado apenas para demonstrar uma nova "paz" (em latim: concordia), a recém-reafirmada unidade entre os triúnviros e seu poder para honrar seus aliados, com as conquistas de Censorino ficando em segundo plano. Como seu colega Calvísio Sabino, Censorino começou como um partidário de Antônio, mas posteriormente navegou para o lado de Otaviano conforme ele se consolidava como o único poder em Roma.
Entre suas muitas recompensas por sua lealdade, Censorino recebeu permissão para comprar a casa de Cícero no Palatino, um imóvel que ele tinha feito grandes esforços para restaurar depois de ele ter sido confiscado durante seu exílio. Seu valor foi 3 500 000 sestércios. Embora a casa, localizada no monte Palatino, e os demais bens confiscados de Cícero depois de sua morte terem sido vendidos num leilão público, o simbolismo inerente à sua posse era importante. Esta casa passou depois para Tito Estacílio Tauro, que, segundo Cícero, era um aliado de Calvísio.
Como cônsules, Censorino e Calvísio apresentaram uma proposta ao Senado Romano em nome dos representantes da cidade de Afrodísias, cujos habitantes gozavam da proteção de Júlio César, mas tiveram que suportar "execuções sumárias" de Marco Júnio Bruto e uma invasão de Tito Labieno durante a Guerra Civil dos Liberatores. Por conta disto, a cidade recebeu o status de "aliado independente", o que lhe garantia benefícios e privilégios específicos.

## Sacerdócio
Na inscrição que relata os quindecênviros (em latim: quindecimviri sacris faciundis) que administraram os Jogos Seculares de 17 a.C., Censorino aparece na posição mais sênior, abaixo apenas de Marco Agripa. É possível que ele tenha sido admitido neste colégio já em 31 a.C. e, em 17 a.C., já fosse bastante idoso.
Como sabe-se que ele esteve ativo nesta época, este Censorino é por vezes identificado como sendo o Marco Censorino a quem Horácio endereçou seu quarto livro de odes. Este Censorino é também identificado como sendo o filho de Lúcio, Caio, o menos conhecido cônsul em 8 a.C..